# 온양나드리

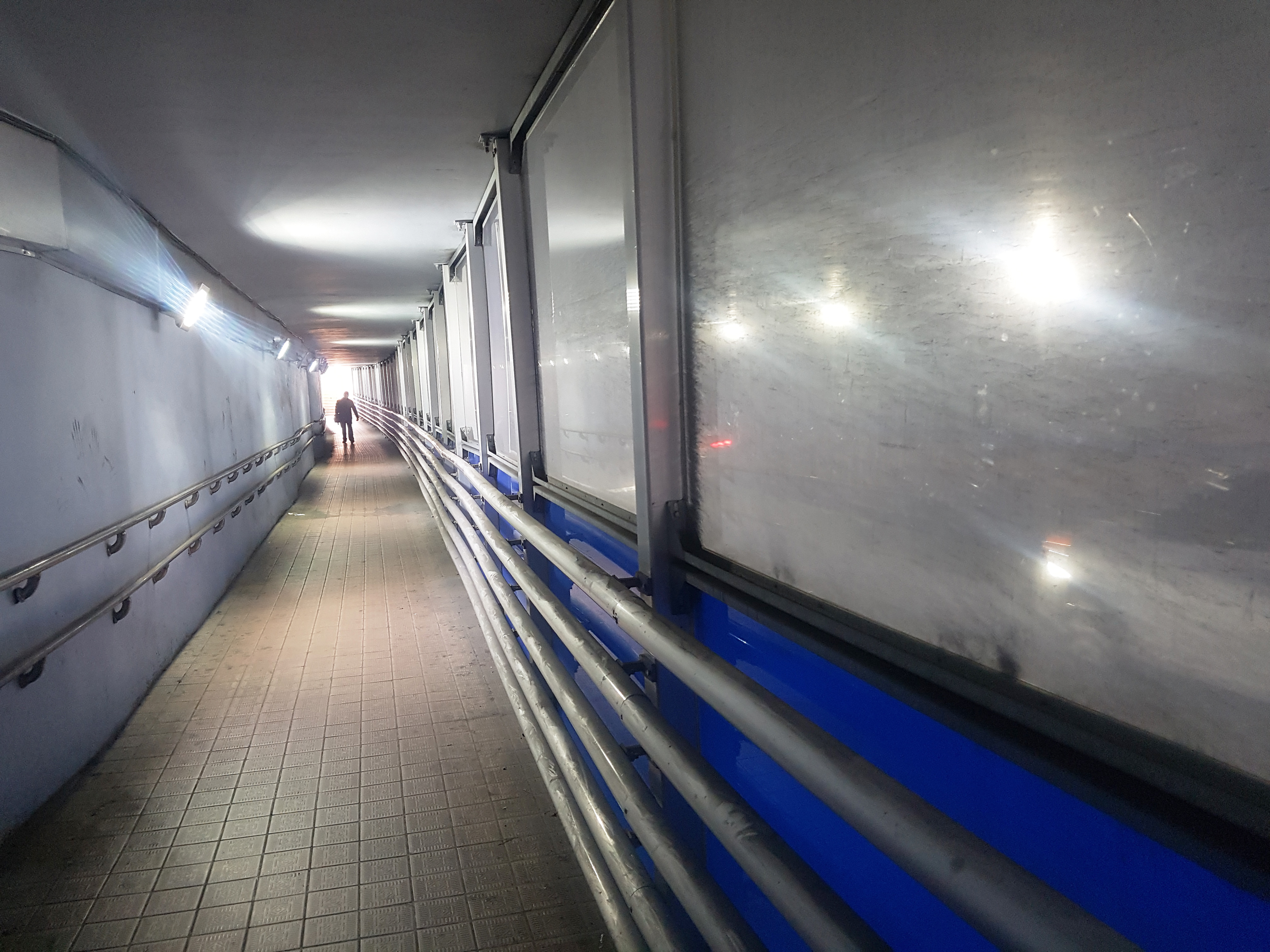
천안지하도-보행자길-온양나드리길

온양나드리는 걸어서 이동하던 조선시대부터   천안군청 자리에서  온양으로 가는 길목이었다.   조선왕조의 왕들도 이 길을 통하여 온양온천에 행차하였다. 경부선 철도가 개통된 이후에는 건널목과 1970년대 말 지하차도가  생기면서  엣 모습을 잃었다.

### 천안지하도
천안지하도는 옛 온양나드리 지하에 건설한  동서  연결로다,  연장 238.8m, 폭 6~8m, 높이 2.7m의 규모로 1977년 9월 준공이후 1일 통행차량 2만여대로 천안역에서 봉명동·다가동 등 서부 방면과 천안역·중앙시장 방면을 연결하는 통로 구실을 하고 있다.